# JR西日本ITソリューションズ
株式会社JR西日本ITソリューションズ（ジェイアールにしにほんアイティソリューションズ、英文社名：JR WEST IT Solutions Company）は、西日本旅客鉄道（JR西日本）子会社のシステムインテグレーター（ユーザー系）である。本社を大阪府大阪市に置く。
略称はJ-WITS（ジェイウィッツ）。

## 概要
JR西日本の連結子会社で、同社およびグループ会社の情報システムの開発、構築、保守、運用等を行っている。
事業は「コンサルティング」、「システム開発、運用、保守」、「ネットワーク事業」、「データエントリー」を基幹とする。JR西日本向けには、JRおでかけネット業務システム、ICOCA ID 管理システム、輸送計画システム、車両情報システム、収入管理・収入清算システム、G-NET等を手掛けている。

## 沿革
- 1986年（昭和61年）4月 - 関西情報システムサービス株式会社として設立。
- 1993年（平成5年） 3月 - 本社を大阪市淀川区に移転。
- 1996年（平成8年） 6月 - 西日本旅客鉄道の100%出資子会社となる。
- 1998年（平成10年）
  - 8月 - 一般第二種電気通信事業認可取得。
  - 12月 - 本社を大阪府吹田市に移転。
- 2005年（平成17年）12月 - 一般建設業（電気通信工事業）認可取得
- 2007年（平成19年）
  - 4月 - 厚生労働省次世代育成支援対策推進法に基づく一般事業主認定。
  - 7月 - 株式会社JR西日本ITソリューションズに社名変更。
- 2008年（平成20年）3月 - 株式会社ジェリコネットワークに出資し、子会社化。
- 2009年（平成21年）6月 - 運用サービス本部 システム運用部 指令・オペレーショングループ  運用サービス本部 システム運用部 共通処理運用グループが国際規格（ISO/IEC27001:2005）の認証を取得。
- 2012年（平成24年）6月 - 運用サービス本部 システムセンター全域  国際規格（ISO/IEC27001:2005）の認証を範囲拡大。
- 2015年（平成27年）
  - 2月 - 社団法人企業情報化協会より「IT総合賞」を受賞。受賞件名は「車両情報システム（Ris-e）の構築による車両メンテナンス業務の変更」[2]。
  - 11月 - 本社を大阪市に移転。厚生労働大臣のくるみん認定を受ける。

## 事業所
- 本社 - 大阪市淀川区宮原4丁目1番6号　アクロス新大阪

## 資格・免許
- 一般第二種電気通信事業認可
- 一般建設業（電気通信工事業）認可
- 厚生労働省次世代育成支援対策推進法一般事業主認定
- 情報セキュリティマネジメントシステム（ISMS） - ISO/IEC27001認証（登録証番号：JQA-IM0715）

## 子会社
- 株式会社ジェリコネットワーク